# Walter Zenga
Walter Zenga est un footballeur international italien (gardien de but) né le 28 avril 1960 à Milan. Il joue au poste de gardien de but de la fin des années 1970 à la fin des années 1990. Il est désormais reconverti en entraîneur.

## Biographie

### Carrière de joueur
Découvert par l'entraîneur de jeunes du centre de formation de l'Inter Milan Italo Galbiati, il fait ses débuts au football avec l'équipe de jeunes nerazzurra.
Surnommé « Spiderman » Zenga, Walter portait souvent une casquette lorsqu'il jouait et a commencé sa carrière dans des clubs de divisions inférieures tels que Macallese, Salernitana, Savona ou encore la Sambenedettese avec qui il accédera à la promotion en Serie B.
Lors de la saison 1982-1983, il rejoint le club qu'il soutient depuis son enfance : l'Inter Milan, où il devient la doublure de son idole Ivano Bordon. Au cours de cette saison, « Spiderman » ne jouera aucun match en Serie A et fera ses preuves en Coppa Italia où il disputera 5 matchs en tant que titulaire.
À la fin de la saison 1982-1983, Ivano Bordon change d'air et part pour la Sampdoria. Logiquement, Walter Zenga devient titulaire dans les cages interistes. Son premier match de Serie A se déroulera le 11 septembre 1983 face à la Sampdoria de Gênes où évolue l'ex gardien Nerazzurro Ivano Bordon. Très rapidement Walter Zenga est adopté par les Tifosi de l'Inter et réalise de très bons matchs, lors de sa première saison il jouera même 6 matchs de coupe d'Europe et se fait découvrir du grand public. Les journalistes voient en ce jeune gardien un futur gardien de classe mondiale, en effet en 30 matchs de serie A Zenga n'a encaissé que 23 buts.
Au fil des saisons, Walter Zenga devint un leader de l'Inter. De plus, en 1986, il est sélectionné pour la Coupe du monde en tant que doublure de Giovanni Galli.
Spiderman effectue l'une de ses meilleures saisons en 1986-1987, n'encaissant que 16 buts en 29 matchs de Calcio, ce qui lui valut le prix du meilleur joueur du championnat.
En 1990, Walter Zenga, pour sa deuxième Coupe du monde, sera le gardien titulaire, choix qui s'avérera payant car il n'encaissera que 2 buts lors du mondial (face à l'Argentine et l'Angleterre). Walter Zenga sera l'un des meilleurs gardiens de cette coupe du monde, qui sera sa dernière.
Lors de la saison 1990-1991, Walter Zenga remporte la coupe de l'UEFA face à l'AS Roma (2-0 à l'aller et 0-1 au retour). Ce fut la première fois que l'Inter remporta cette compétition européenne, mais ce ne fut pas la dernière. Lors de son ultime saison avec l'Inter, le gardien alors âgé de 34 ans gagna une seconde fois ce trophée face au Casino Salzburg (1-0 à l'aller et au retour) .
À l'issue de cette saison, Zenga fut transféré à la Sampdoria de Gênes, laissant son poste à Gianluca Pagliuca.
Deux ans plus tard, il rejoint le Calcio Padova où il ne resta qu'une saison.
Pour sa dernière saison de joueur, il garda les buts des New England Revolution (Major League Soccer).
Au total, Walter Zenga compte 58 sélections en équipe d'Italie, 328 matches de Serie A et 71 matches de Coupe d'Europe.

### Carrière d'entraîneur
Une fois sa carrière de joueur terminée, Walter Zenga se consacre au métier d'entraîneur. En octobre 2013, il remplace notamment Luis Milla au poste d'entraîneur d'Al-Jazira Club.
Le 4 juin 2015 il est annoncé entraîneur à la Sampdoria de Gênes pour remplacer le serbe Mihaljovic qui quitte le club lombard pour entraîner le Milan AC à la suite du refus de Carlo Ancelotti. Il est démis de ses fonctions à la suite de mauvais résultats en novembre 2015.
Le 12 octobre 2018, il est nommé entraîneur du Venise FC, en Serie B, en remplacement de Stefano Vecchi.
Le 3 mars 2020, il devient l'entraîneur de Cagliari, en remplacement de Rolando Maran.

## Palmarès joueur

### En club
- Vainqueur de la Coupe de l'UEFA en 1991 et en 1994 avec l'Inter Milan
- Champion d'Italie en 1989 avec l'Inter Milan
- Vainqueur de la Supercoupe d'Italie en 1989 avec l'Inter Milan

### EnÉquipe d'Italie
- 58 sélections entre 1985 et 1992
- Participation à la Coupe du Monde en 1986 (1/8 de finaliste) et en 1990 (3e)
- Participation Championnat d'Europe des Nations en 1988 (1/2 finaliste)

### Distinctions individuelles
- Élu meilleur gardien européen de l'année en 1990 par l'UEFA
- Élu meilleur gardien de l'année en 1989, en 1990 et en 1991 par l'IFFHS
- Élu 4e meilleur gardien sur la période 1988-2013 par l'IFFHS

## Palmarès entraîneur

### En club
- Champion de Roumanie en 2005 avec le Steaua Bucarest
- Champion de Serbie en 2006 avec l'Étoile Rouge Belgrade
- Vainqueur de la Coupe de Serbie en 2006 avec l'Étoile Rouge Belgrade
- Finaliste de la Coupe de Roumanie en 2004 avec le National Bucarest
- Finaliste de la Coupe du Président en 2007 avec Al Ayn Club

## Anecdote
Dans les premiers épisodes du manga Olive et Tom, Thomas Price porte sur ses gants la lettre Z, en hommage à Walter Zenga[réf. nécessaire].